# Soap (personagem)
John "Soap" MacTavish é um dos personagens mais emblemáticos da franquia Call of Duty, sendo um dos protagonistas centrais da subsérie Modern Warfare. Introduzido como personagem jogável em Call of Duty 4: Modern Warfare, Soap é um recruta do SAS britânico que rapidamente se destaca por sua bravura e habilidades em combate, sendo promovido a sargento e posteriormente a capitão nas sequências seguintes.

## Biografia fictícia

### Juventude e carreira militar
Nascido na Escócia, Soap entrou ainda jovem para o exército britânico e foi recrutado para o 22º Regimento da SAS devido às suas habilidades excepcionais em combate e infiltração. Seu apelido, "Soap", foi dado por sua habilidade em "limpar" inimigos com eficiência tática.
Durante o treinamento em Hereford, foi avaliado pelo Capitão John Price, que reconheceu seu potencial e o recrutou posteriormente para a força-tarefa internacional conhecida como Task Force 141.

### Serviço na SAS e Task Force 141
Soap participou de diversas missões clandestinas ao redor do mundo, incluindo a interceptação de armas nucleares e operações contra o ultranacionalista russo Imran Zakhaev. Em Modern Warfare 2 (2009), ele assume papel de liderança, atuando como capitão da 141 e colaborando diretamente com Price e Ghost.
No reboot da franquia, iniciado em 2019, Soap retorna em uma nova linha do tempo, mantendo seu papel como um membro essencial da equipe.

### Condecorações e legado
Durante sua carreira militar fictícia, Soap recebeu diversas honrarias, incluindo a Victoria Cross e a Conspicuous Gallantry Cross, representando seu heroísmo e eficácia em combate.

## Aparições nos jogos
Soap aparece em vários jogos da série Call of Duty:
- Call of Duty 4: Modern Warfare (2007)
- Call of Duty: Modern Warfare 2 (2009)
- Call of Duty: Modern Warfare 3 (2011)
- Call of Duty: Modern Warfare II (2022)
- Call of Duty: Modern Warfare III (2023)

## Morte
Na linha do tempo original da trilogia Modern Warfare (2007–2011), Soap morre em Modern Warfare 3 após uma explosão durante uma missão em Praga. Ele é levado por Price e Yuri até um esconderijo, mas acaba morrendo devido à gravidade dos ferimentos. No reboot, iniciado em 2019, Soap continua vivo até os eventos de Modern Warfare III (2023), onde seu destino permanece aberto, gerando teorias entre os fãs.

## Legado e recepção
Soap é considerado um dos personagens mais populares da franquia Call of Duty. Sua personalidade carismática, sotaque escocês e vínculo com o Capitão Price o tornaram um ícone entre os fãs da série.